# Am Puttenser Felde

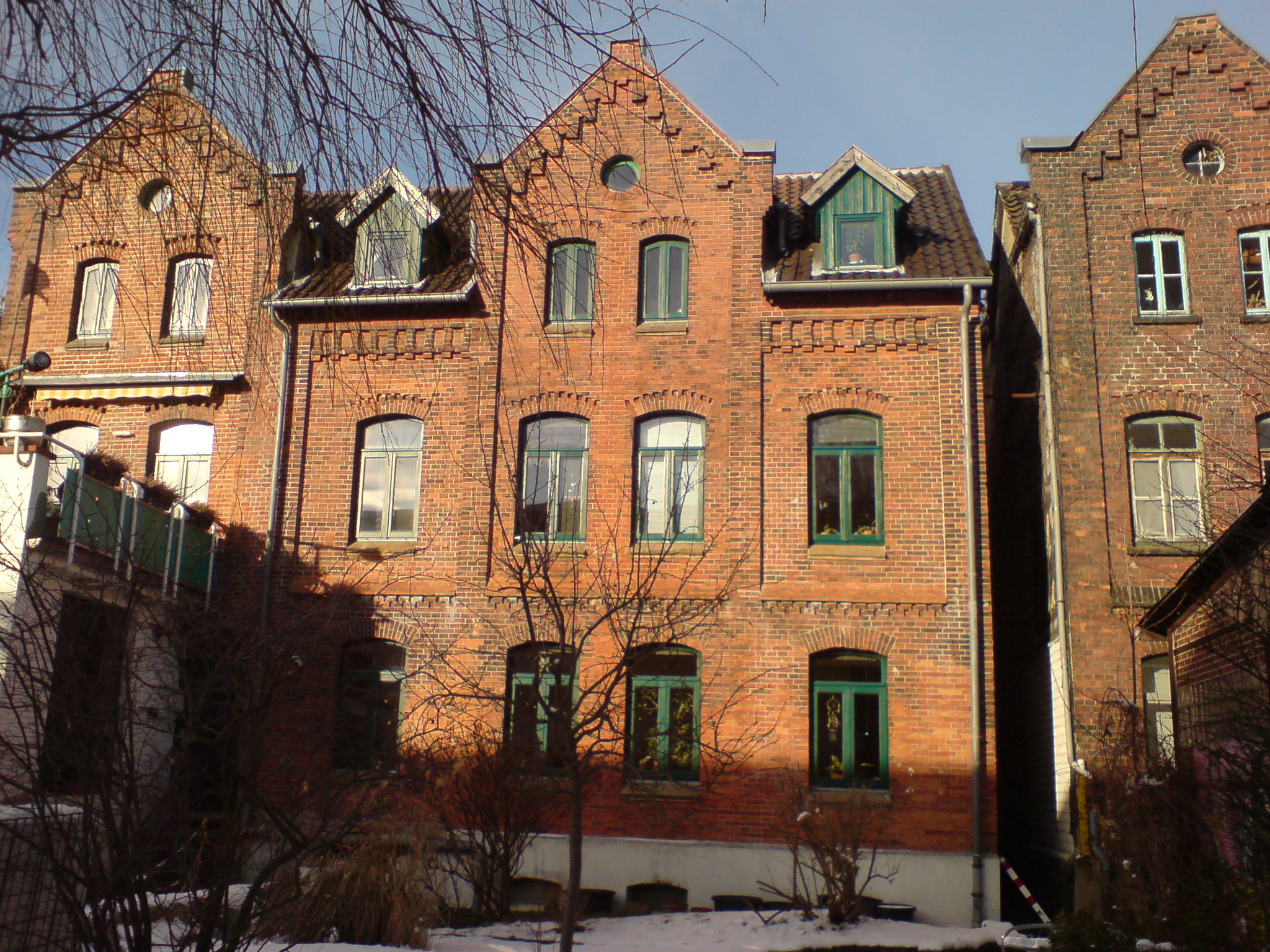
Haus Am Puttenser Felde 8, rechts daneben Haus Nr. 7

Am Puttenser Felde ist eine etwa 100 Meter lange Straße im hannoverschen Stadtteil Nordstadt. Die nördliche Straßenseite ist mit mehrgeschossigen Wohnhäusern bebaut, auf der südlichen Straßenseite befinden sich Institute der Leibniz Universität Hannover im Gebäude des ehemaligen Heizkraftwerks mit seinem markanten Turm. Der Straßenname erinnert an das im 14. Jahrhundert aufgegebene Dorf Puttenhusen.

## Puttenhusen
Puttenhusen (später auch Puttensen) wurde 1022 zum ersten Mal urkundlich erwähnt. Damals lagen hier wie andernorts rund um Hannover Besitzungen des Hildesheimer Michaelisklosters aus dem Vermächtnis des Bischofs Bernward von Hildesheim. Puttenhusen lag nahe der heutigen Kornstraße, die Bezeichnung „Putten“ (Pfütze) deutet auf ein benachbartes Feuchtgebiet, an das der Straßenname „Im Moore“ erinnert.
1360 wurde Puttensen letztmals erwähnt, später aufgegeben und wüst, ähnlich wie Schöneworth.
Die von Pest und Krieg verschont gebliebene Restbevölkerung zog vermutlich in die Stadt Hannover, um von dort als Ackerbürger weiter einen Teil der alten Flur zu bewirtschaften.

## Puttenser Feld

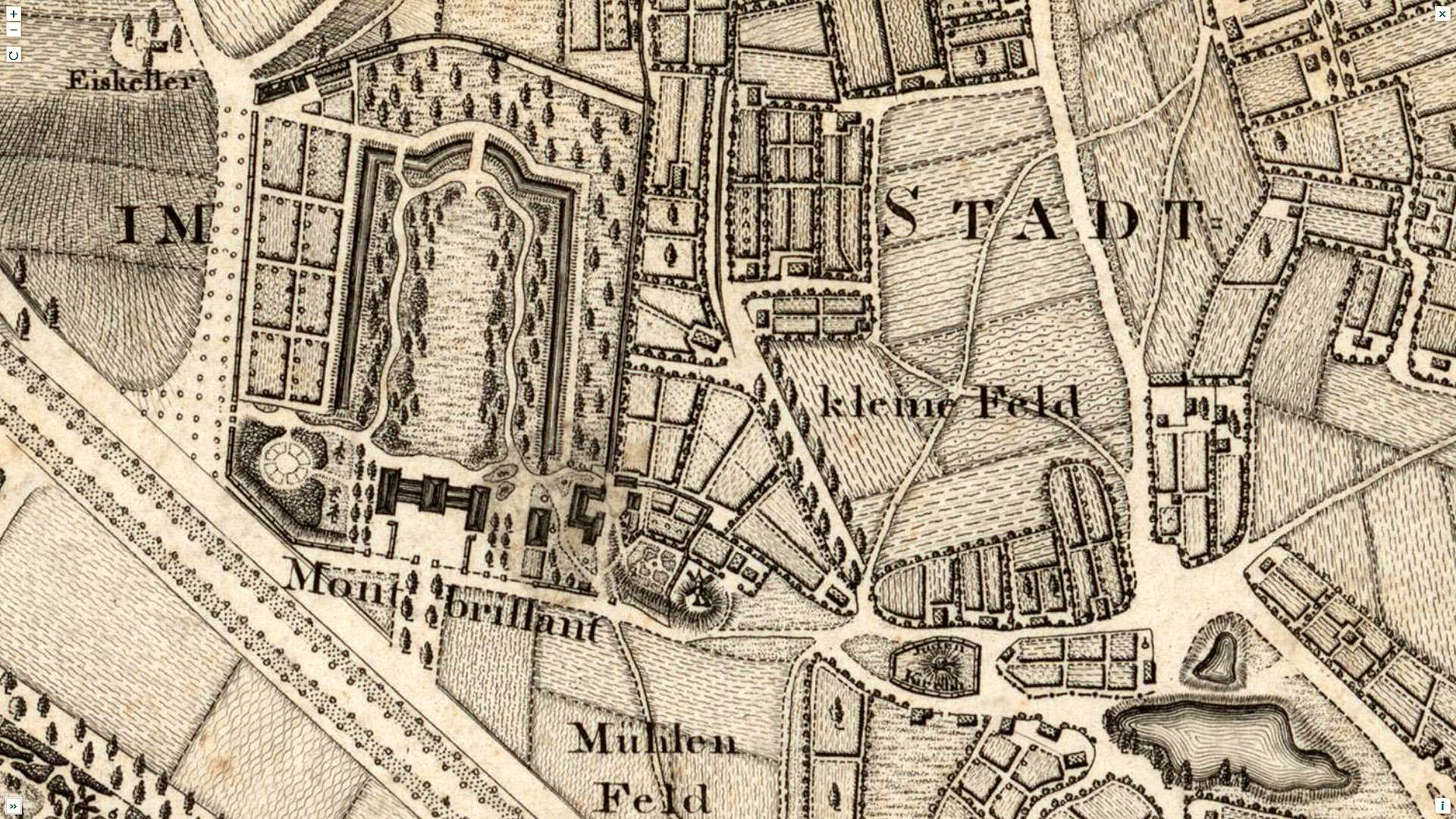
Um 1807: Die Nordstädter Windmühle auf der Sanddüne Puttenser Berge nördlich vom Mühlenfeld bei Schloss Monbrillant;
Karte Hannover und Umgebung von Inspektor Pentz und dem Ingenieur-Geograph Lieutenant Ludwig Bennefeld; Kupferstich von Franz in Berlin

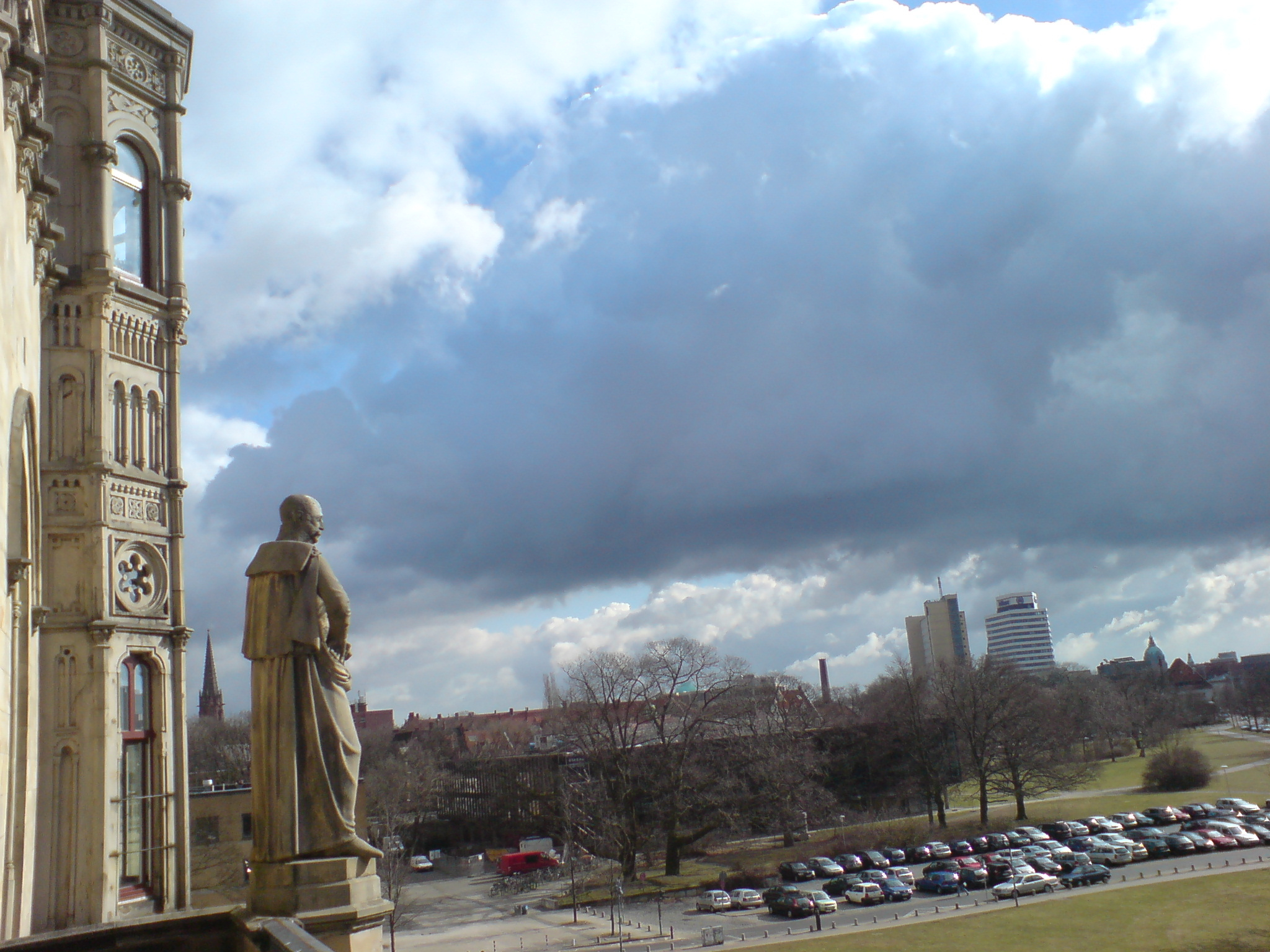
Blick vom Balkon des Welfenschlosses über das „Puttenser Feld“, wo heute die Technische Informationsbibliothek steht.

Mitte des 16. Jahrhunderts wurde auf dem „Sandberg am Puttenser Felde“ eine jüdische Begräbnisstätte errichtet, der Alte Jüdische Friedhof. Auf einer benachbarten Anhöhe entstand 1675/78 die Puttenser Windmühle am Standort der heutigen Technischen Informationsbibliothek, unweit davon ließ König Georg I. von 1717 bis 1721 auf dem „Puttenser Berge“, einer ehemaligen Düne, für die Gräfin Sophie von Platen-Hallermund das Schloss Montbrillant errichten und einen Garten im „französischen Stil“ anlegen, den heutigen Welfengarten. Im Zuge der Erweiterung des Gartens wurde um 1750 das Torf des Moores mit Sand der umliegenden Dünenkuppen überdeckt.
Das „Puttenser Feld“ lag südlich des früheren Moores im Dreieck von Schloss Montbrillant, dem 1863 geschlossenen Alten Jüdischen Friedhof und der Herrenhäuser Allee.

## Geschichte der Straße
1845 erhielt der Gartenweg seinen heutigen Namen. Der Weg war teilweise mit Gartenhäusern auf erschlossenen Parzellen bestanden und diente als Verbindung von der Nienburger Straße zum Alten Judenfriedhof. Von der ursprünglich ländlichen Besiedelung durch die Kleinbürger und „Gartenkosaken“ der Steintorgartengemeinde hat sich ausschließlich das Gartenhaus von 1820 erhalten.
Nach dem Abriss von Schloss Montbrillant 1857 und dem Bau des Welfenschlosses begann die Erschließung der westlichen Nordstadt als Wohngebiet für den gehobenen Mittelstand und die Überbauung der Gartengrundstücke entlang des Georgengartens.
Nachdem der 1863 bis 1866 erbaute und zum Schloss ausgerichtete Marstall, der dann von den Königs-Ulanen genutzt wurde, die alte Wegführung östlich des Parks unterbrach, wurde 1865 der größere Teil der Straße „Am Puttenserfeld“ in „Parkstraße“, 1936 in „Wilhelm-Busch-Straße“ umbenannt. Am verbliebenen Reststück „Am Puttenser Felde“ hinter dem Marstall entstanden vor 1900 Wohnhäuser für einfache Leute.
Am Ende der Straße entstanden die ältesten und zugleich kleinsten Häuser mit den Hausnummern 7 und 8. Sie waren Wohn- und Arbeitsort kleinerer Handwerker und Fuhrleute. Die Fronten der weit zurückgesetzten Häuser auf Sandsteinsockeln sind geprägt durch aufeinander bezugnehmende Gliederung mittels Zwerchhäusern und Backsteinornamentik. Die Seiten weisen überputztes Fachwerk auf. Vor den Gebäuden bauten die Eigentümer einfache Ställe für Pferde und Kutschen, später auch für Automobile. Diese Situation hat sich vor Haus Nummer 7 bis heute erhalten.

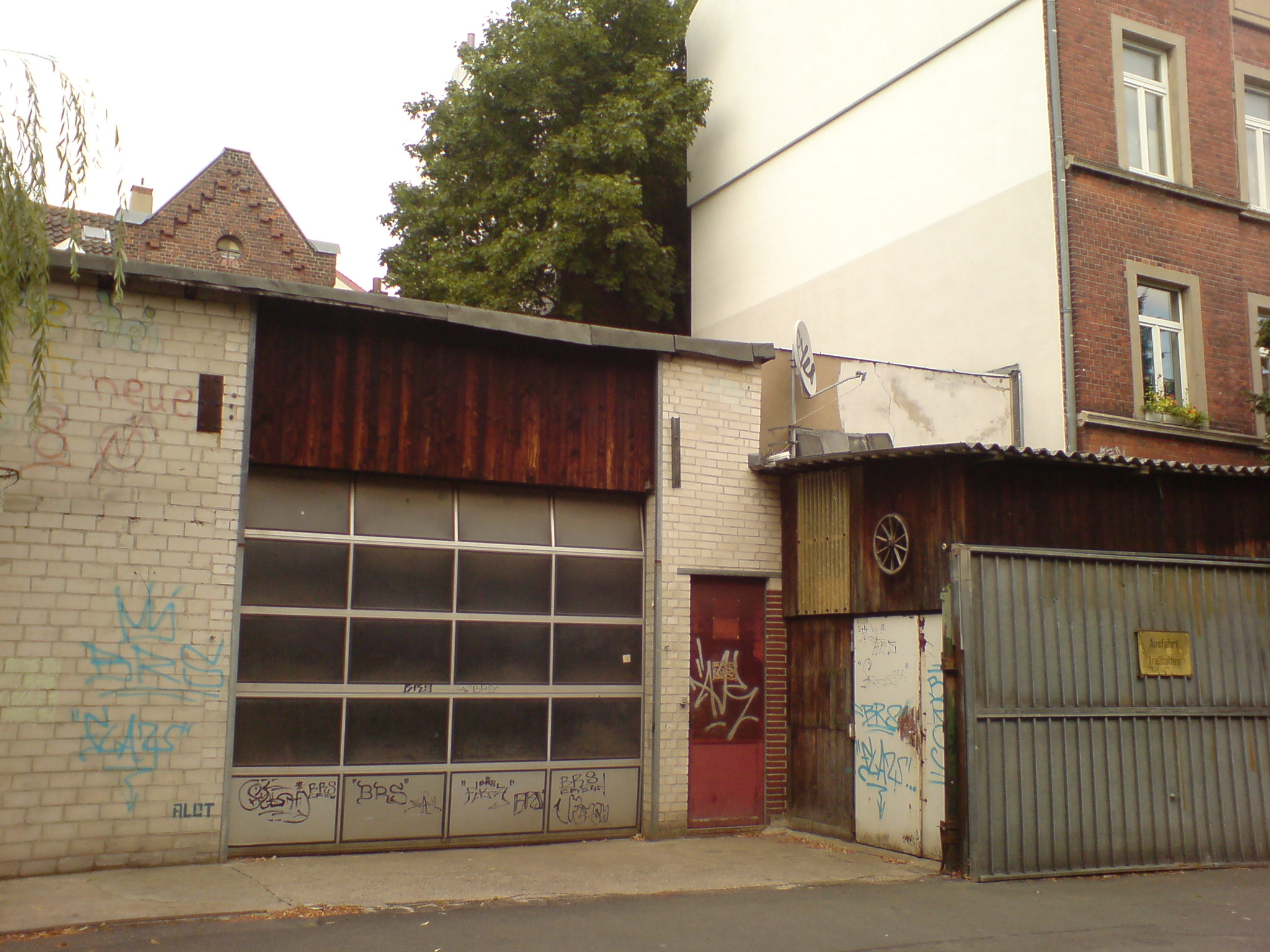
Ehemalige Pferdeställe vor Haus Nummer 7
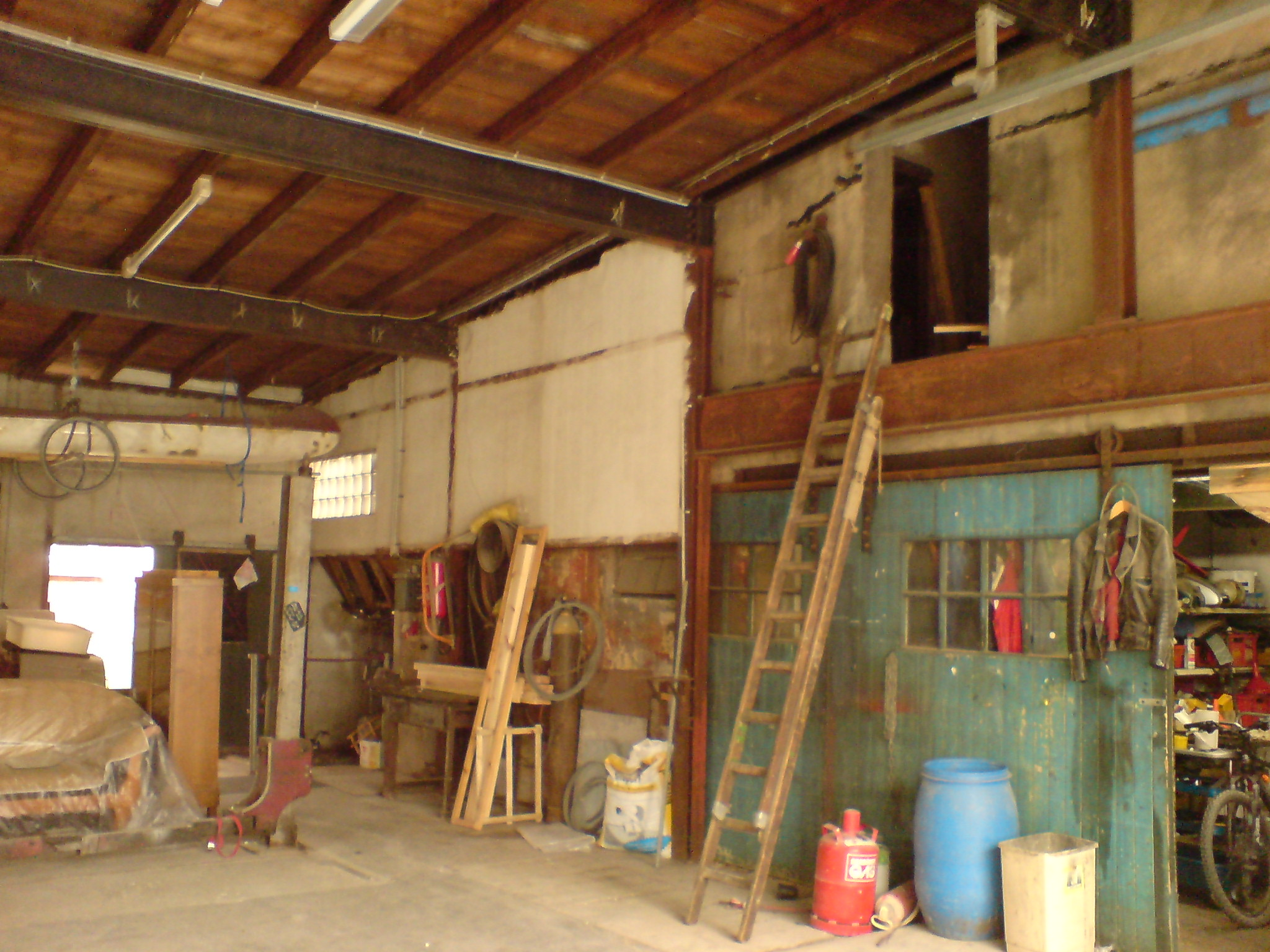
Heutige Werkstatt, rechts hinter dem hölzernen Schiebetor die ehemaligen Pferdeställe
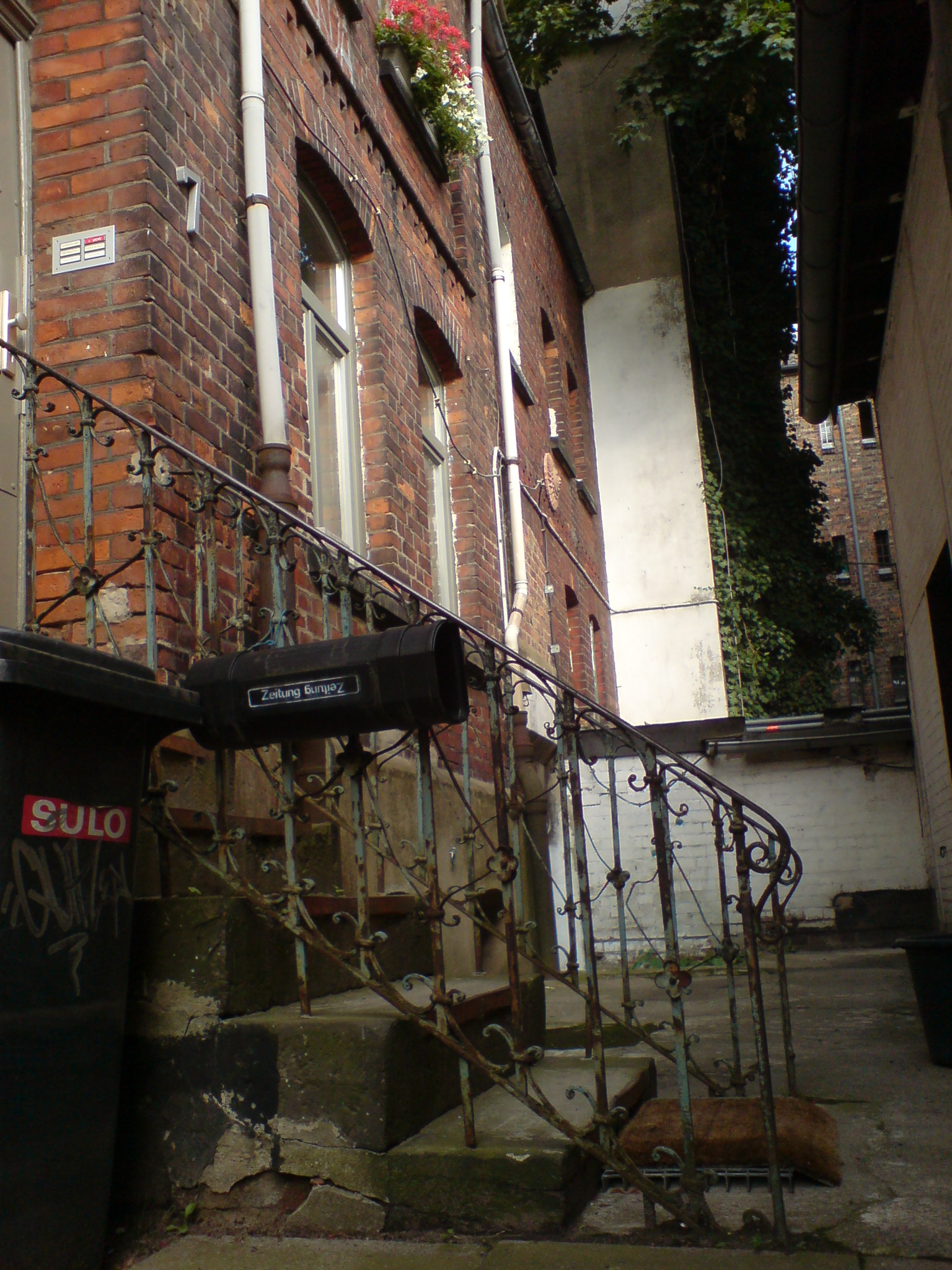
Hinterhaussituation hinter den ehemaligen Pferdeställen
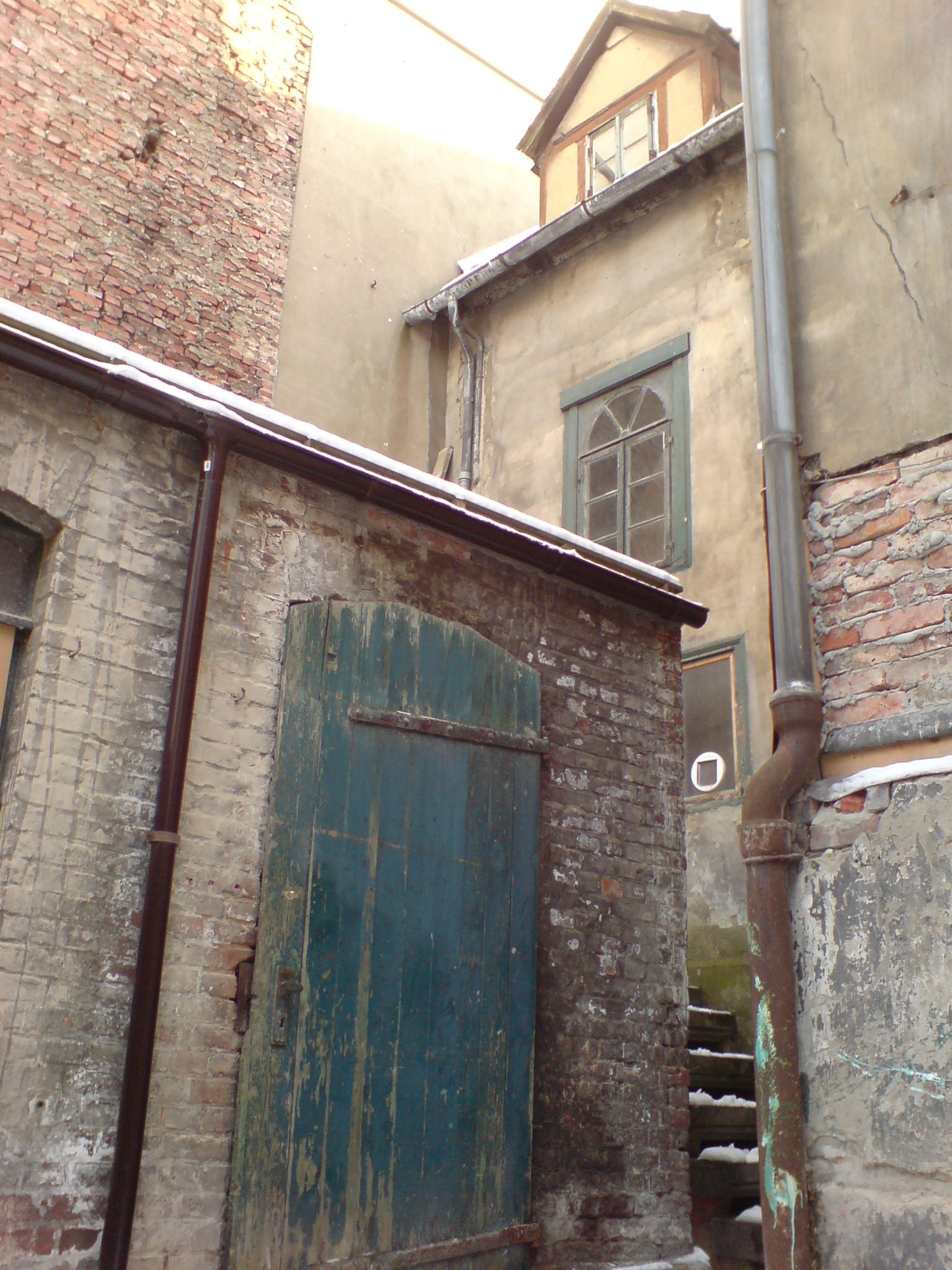
Das kleine Nebenhaus von Nr. 7 vom Hof aus. Das alte Holzfenster imitiert den Hannoverschen Rundbogenstil.
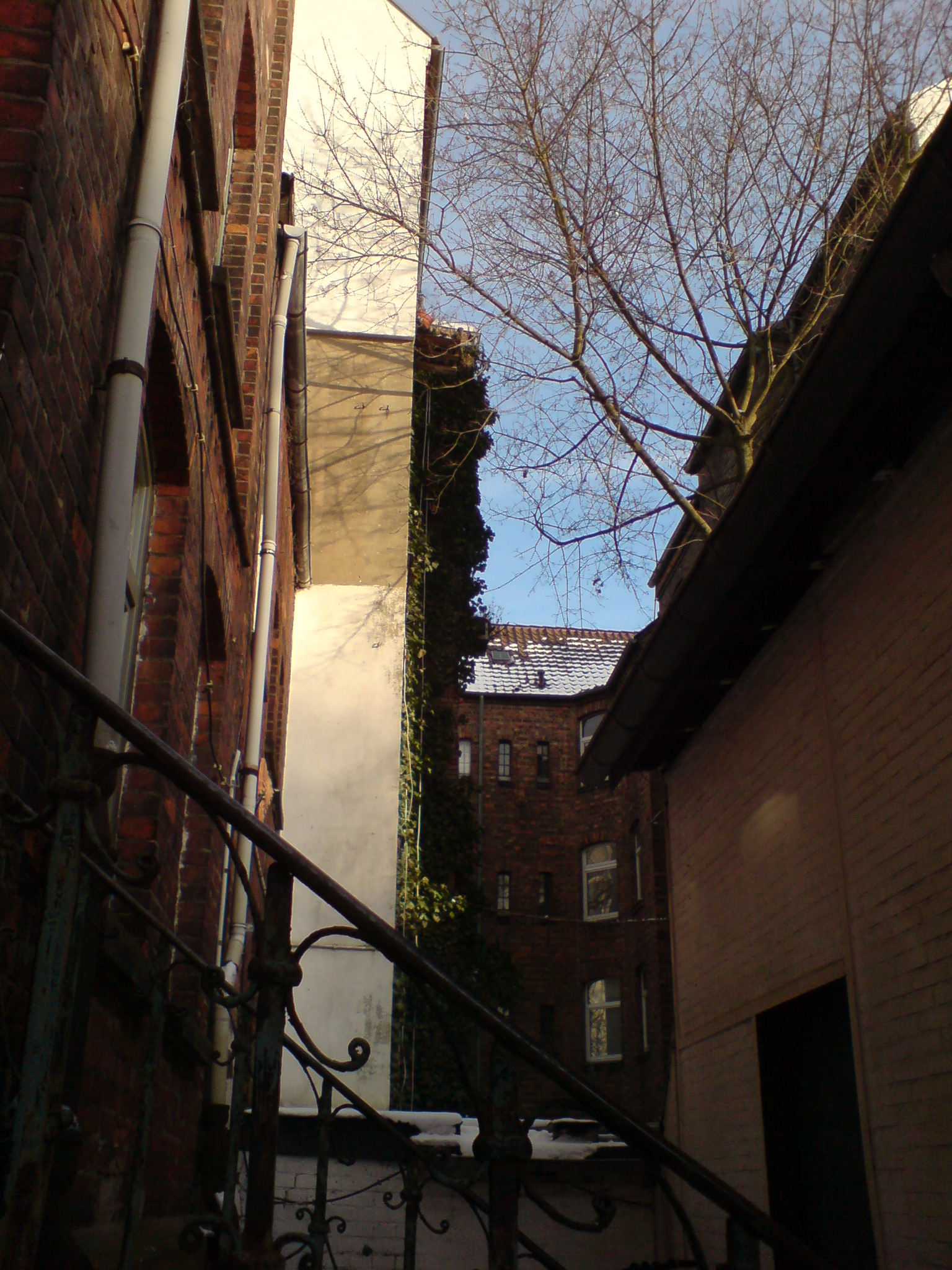
Hinter der Garage vor Haus Nr. 7: Hinterhof-Situation Haus-Nr. 5 und 6
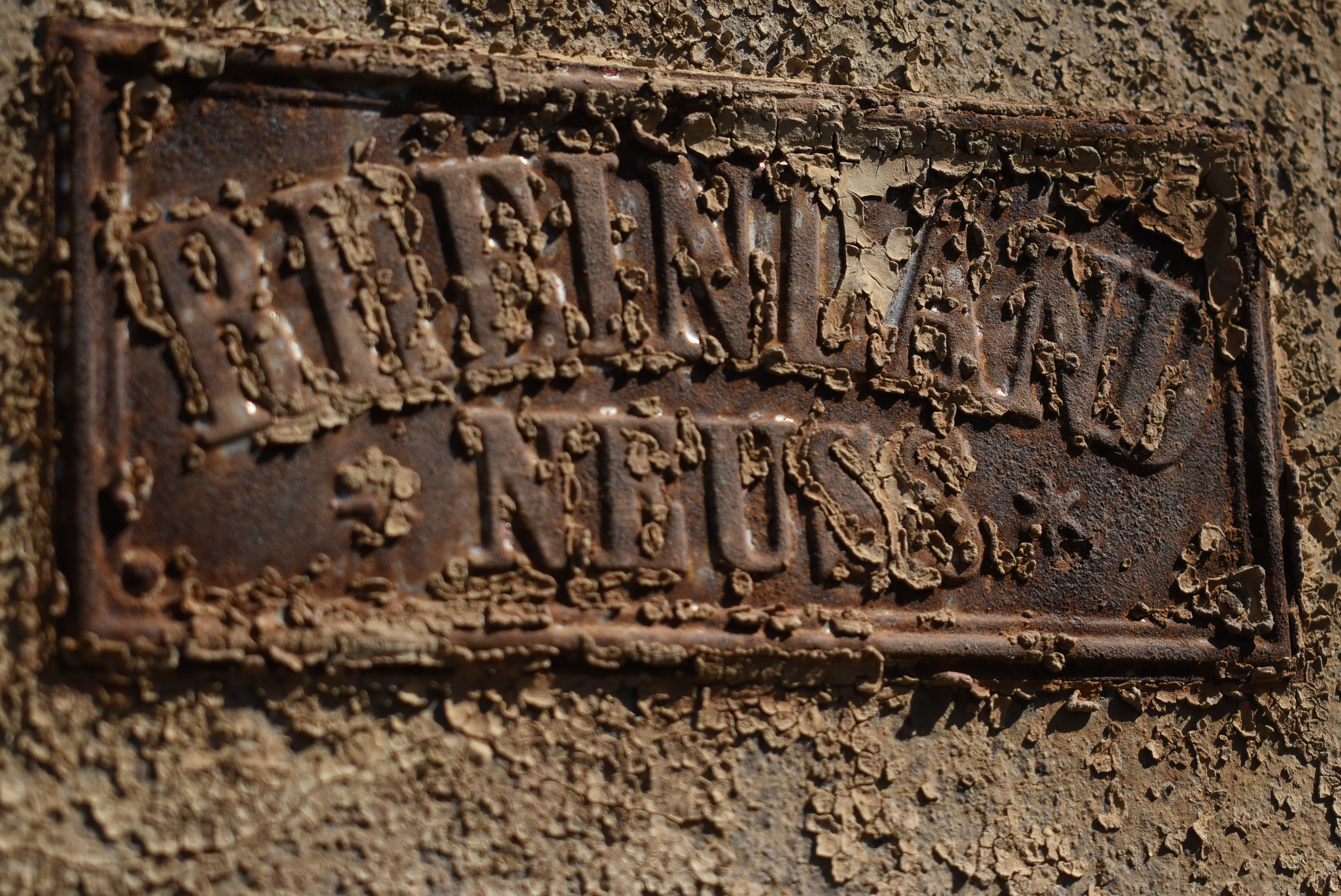
Blechschild „Rheinland /  Neuss“ am Haus Nummer 6

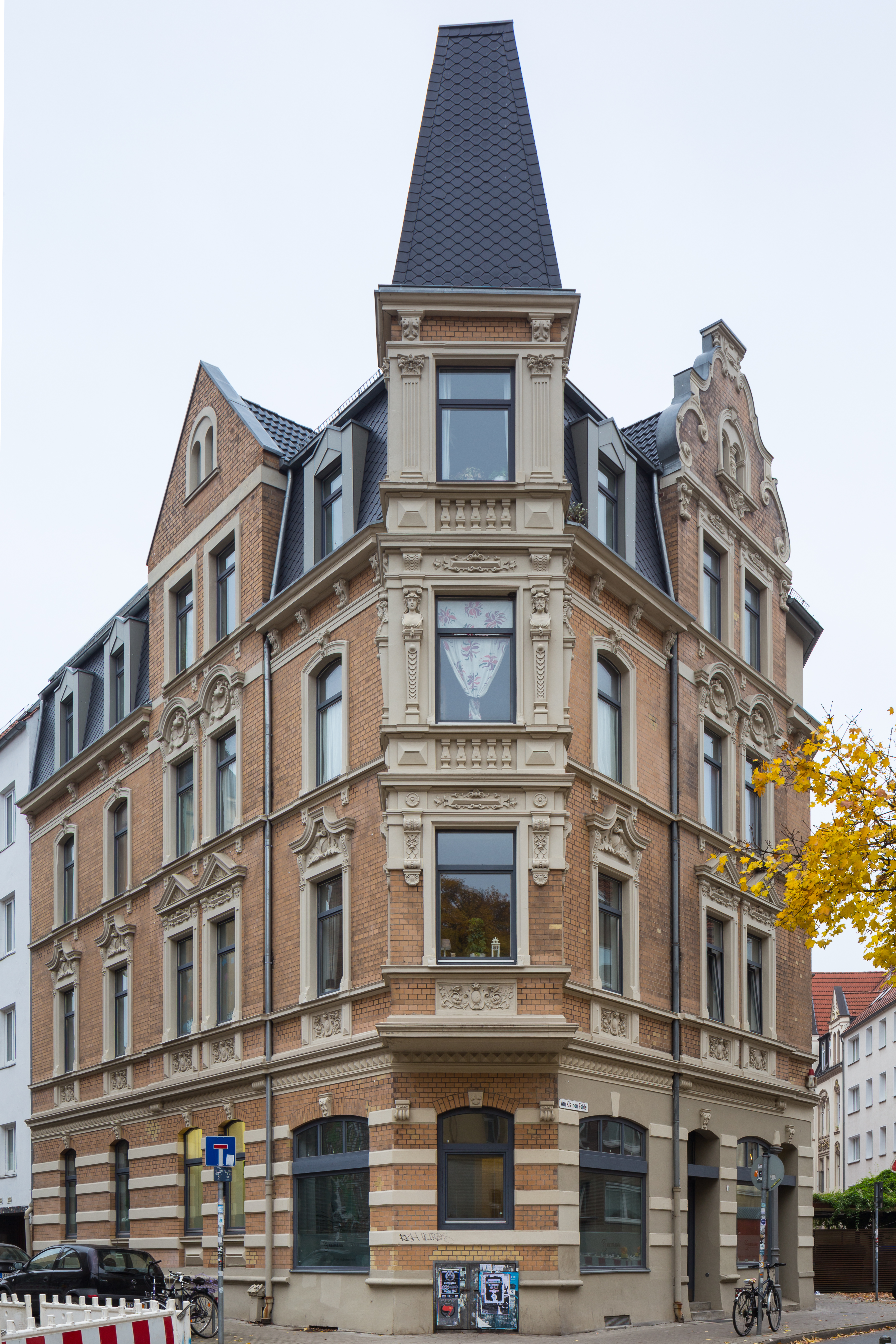
Repräsentatives Eckhaus von 1897 mit zahlreichen historisierenden Elementen

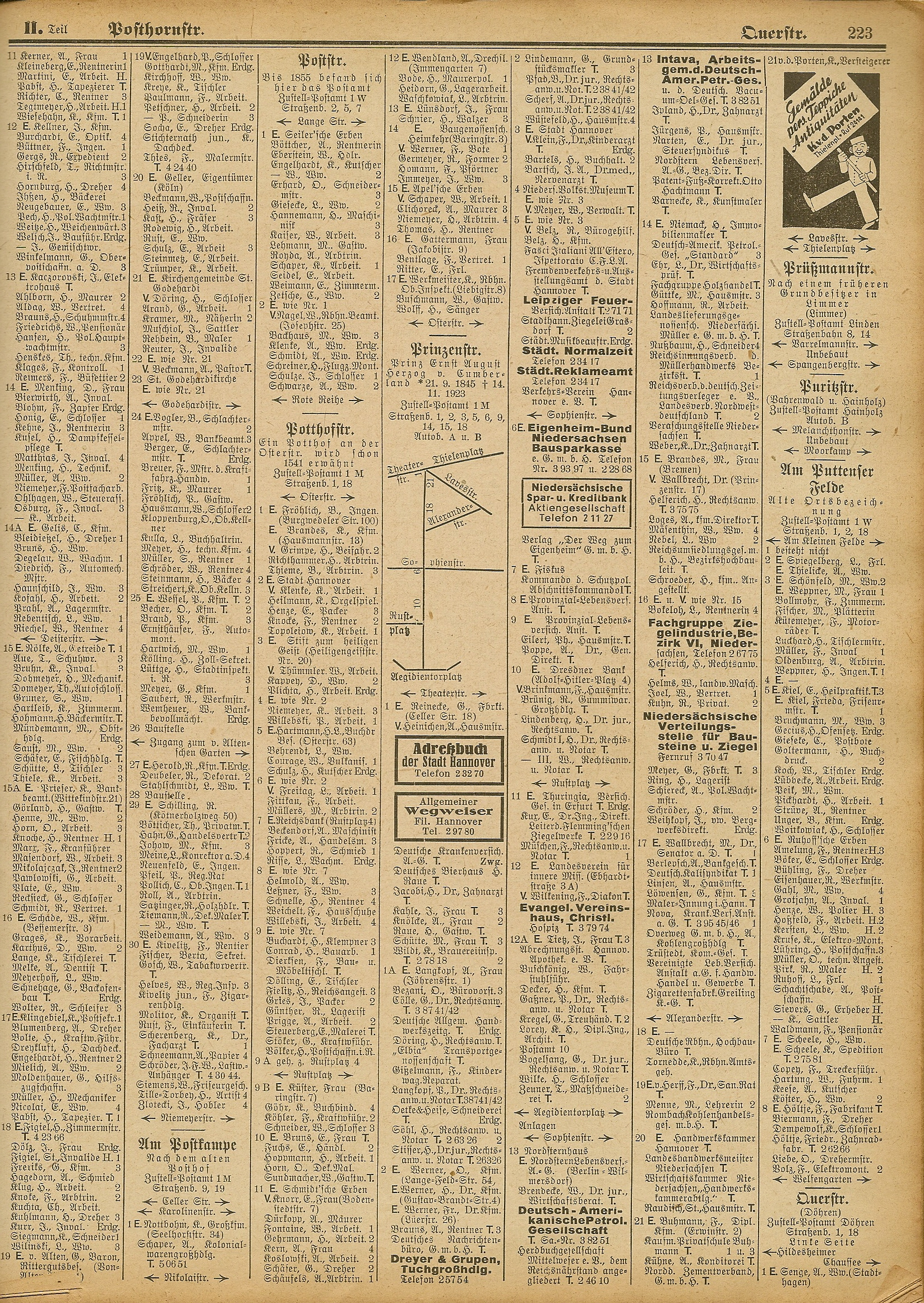
Das Adressbuch der Stadt Hannover von 1942 offenbart den Irrtum von Leo Brawand bei der Hausnummer: Seine 4 m² „große“ Dachkammerstube existiert noch heute

Kurz vor 1900 entstanden als Mietshäuser die Häuser Nummer 5 und 6. Hinterhaus und Seitenflügel sind die älteren Gebäudeteile. Die rohen Backsteinbauten gruppieren sich um einen nur wenige Meter schmalen Hof, in den kaum Sonnenlicht dringt. Dagegen sind die Treppengeländer aufwendig gedrechselt. Die freiliegenden Stahlträger für die Geschossabsätze geben mit ihren Inschriften Hinweise auf die Bauzeiten der Gebäude: „Peiner Walzwerke 1894“.
Die etwas jüngeren Vorderhäuser („Peiner Walzwerke 1895“) wurden noch mit schmalen Vorgärten versehen, welche die im Entstehen begriffene Straßenflucht vorwegnahmen. Die großenteils noch unverputzten, vorne dreigeschossigen Bauten sind sparsam verziert. Sie weisen zum Teil glasierte Ziegelsteine und Sandsteinbänder auf, die die Längsausrichtung hervorheben.
Lediglich das Eckhaus Am Kleinen Felde 1 von 1897 mit Sicht auf den Alten Judenfriedhof hat den Wohnkomfort des ehemaligen Mittelstandes. Im Erdgeschoss befand sich früher ein Einzelhandelsgeschäft.

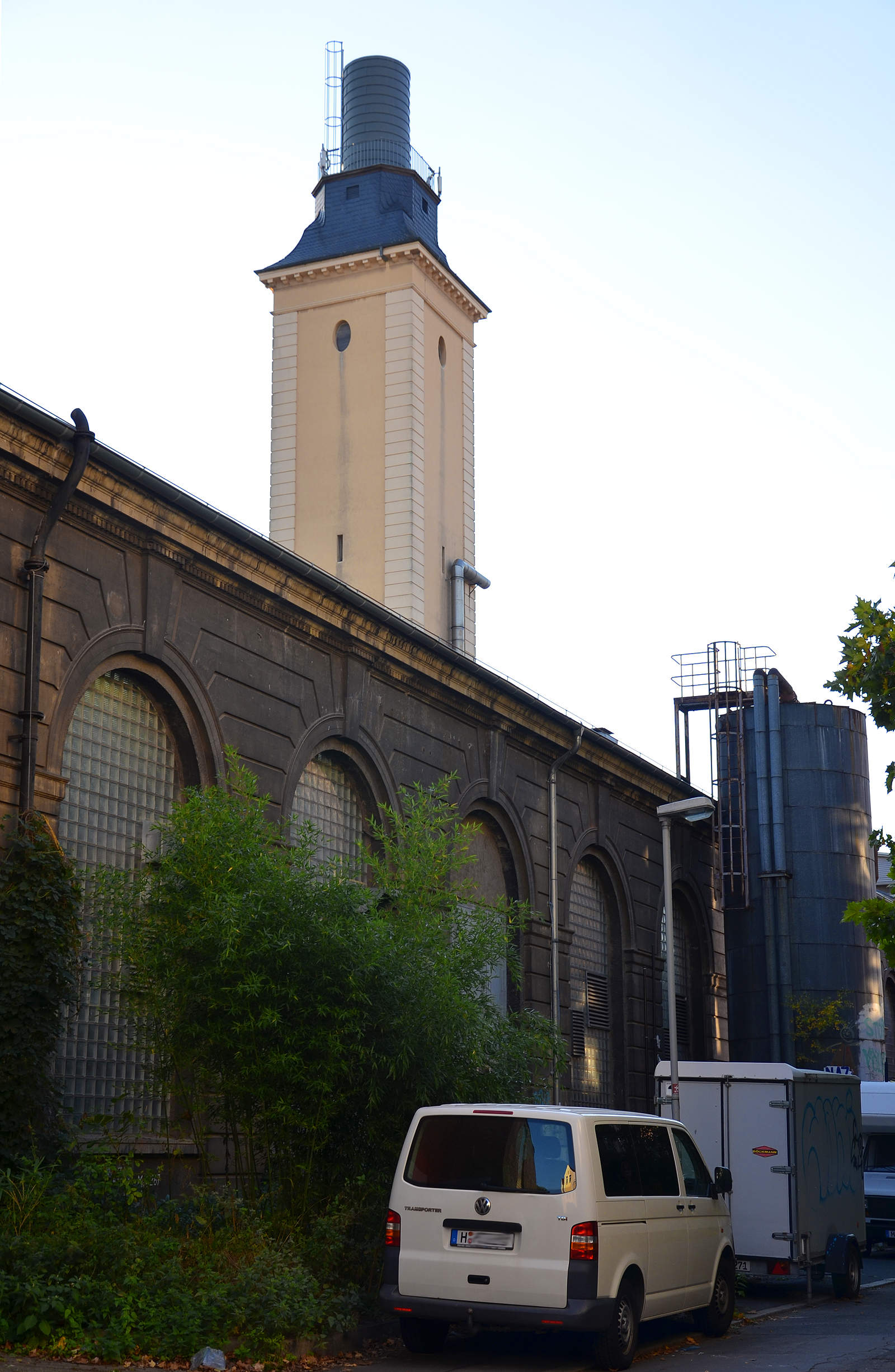
Ehemaliges Heizkraftwerk der Universität Hannover

1913 wurden die drei nördlichen Flügel des Marstalls abgerissen und durch das Heizkraftwerk der Universität Hannover sowie das Maschinen-Ingenieur-Laboratorium ersetzt. Der ehemals südöstliche Pferdestall der 1922 bis 1960 zur Mensa umfunktioniert worden war, wurde jedoch erst 1960 abgerissen. Das Gebäude des ehemaligen Heizkraftwerks ist heute Sitz des „Instituts für Maschinenkonstruktion und Tribologie“, des „Instituts für Technische Verbrennung“ und des „Dezernats 3 - Gebäudemanagement“ der Leibniz Universität Hannover.
Exemplarisch für die vielen „Schmuddelkinder“ im Arme-Leute-Viertel zeichnete der Spiegel-Mitbegründer Leo Brawand in seiner autobiographischen Erzählung Die Leute vom Damme (gemeint ist sein späterer Wohnsitz am Engelbosteler Damm) anhand seiner eigenen Kindheit ab 1926 auch eine Milieustudie rund um die Häuser Am Puttenser Felde:
Im Haus Nummer 7 lebte die Familie Brawand, ohne Vater, zu viert in einer 2-Zimmer-Dachkammerwohnung ohne elektrischen Strom. Die alleinerziehende Mutter von Leo Brawand arbeitete – trotz „Stütze“ vom Wohlfahrtsamt – heimlich und schwarz am Waschtrog und als Putzhilfe, um mit dem Ersparten und den Kindern „raus aus der Sackgasse“ und rein in die „bessere Gegend“ am Engelbosteler Damm 119 (heute Nummer 45) zu ziehen. Auf dem Hof von Haus Nummer 7 befand sich ein Plumpsklo für alle Bewohner.
Im Zweiten Weltkrieg wurden die Häuser 3 und 4 durch Bombentreffer beschädigt und abgerissen. In den 1960er Jahren wurde das Haus Nummer 2 errichtet. Hinter der Eingangstür befindet sich eine ehemalige Garage, da der Bauherr genügend Stellplätze vorweisen musste.

## Eigentumsverhältnisse
Die Gebäude waren am Ende des 20. Jahrhunderts zum Großteil im Besitz der Leibniz Universität Hannover, die die Häuser zwecks Vergrößerung des Universitätsbetriebes abreißen lassen wollte. Daraufhin wurden Miet- und Pachtverträge abgeschlossen sowie Renovierungen in Eigenhilfe durch die Bewohner des „Putti“, unterstützt durch Vereine wie den „Baukasten e. V.“ durchgeführt. Schließlich bot das Land Niedersachsen die Häuser zum Verkauf an.
Im Jahr 2003 wurden die Häuser mit den Nummern 5, 6 und 6A und die Freifläche der ehemaligen Häuser 3 und 4 durch die 1988 gegründete Wohnungsgenossenschaft „WOGE Nordstadt eG“ vom Land erworben. Zuvor war ein Konzept mit dem Nutzerverein und heutigen Mieter „Putti nonstop e. V.“ entwickelt worden war, das Instandsetzung und Teilmodernisierung durch Eigenleistungen der Bewohner sowie Selbstverwaltung beinhaltete.